# Episodi di Ally McBeal (prima stagione)
La prima stagione della serie televisiva Ally McBeal, composta da 23 episodi, viene trasmessa per la prima volta negli USA sul canale Fox dall'8 settembre 1997 al 18 maggio 1998.
In Italia invece i primi 21 episodi vengono trasmessi in prima visione su Italia 1 dal 26 aprile al 6 settembre 2000, mentre gli ultimi due vengono trasmessi in prima visione su Canale 5 dal 31 luglio al 1º agosto 2001.
In questa stagione Peter MacNicol viene accreditato fra i regular solo a partire dall'episodio 12, mentre Vonda Shepard appare in quasi tutti gli episodi, ma viene accreditata solo come guest star.
| nº | Titolo originale       | Titolo italiano       | Prima TV USA      | Prima TV Italia  |
| -- | ---------------------- | --------------------- | ----------------- | ---------------- |
| 1  | Pilot                  | Un incontro fortuito  | 8 settembre 1997  | 26 aprile 2000   |
| 2  | Compromising Positions | Vizi privati          | 15 settembre 1997 | 3 maggio 2000    |
| 3  | The Kiss               | Discriminazione       | 22 settembre 1997 | 10 maggio 2000   |
| 4  | The Affair             | Affari di cuore       | 29 settembre 1997 | 17 maggio 2000   |
| 5  | One Hundred Tears Away | Un team vincente      | 20 ottobre 1997   | 24 maggio 2000   |
| 6  | The Promise            | La promessa           | 27 ottobre 1997   | 31 maggio 2000   |
| 7  | The Attitude           | Benvenuta Georgia     | 3 novembre 1997   | 6 giugno 2000    |
| 8  | Drawing the Lines      | La causa di Elaine    | 10 novembre 1997  | 7 giugno 2000    |
| 9  | The Dirty Joke         | Barzellette           | 17 novembre 1997  | 14 giugno 2000   |
| 10 | Boy to the World       | Il travestito         | 1º dicembre 1997  | 21 giugno 2000   |
| 11 | Silver Bells           | Matrimonio a tre      | 15 dicembre 1997  | 28 giugno 2000   |
| 12 | Cro-Magnon             | Strane allucinazioni  | 5 gennaio 1998    | 2 luglio 2000    |
| 13 | The Blame Game         | Il gioco del pinguino | 19 gennaio 1998   | 5 luglio 2000    |
| 14 | Body Language          | L'ergastolano         | 2 febbraio 1998   | 12 luglio 2000   |
| 15 | Once in a Lifetime     | Un amore eterno       | 23 febbraio 1998  | 19 luglio 2000   |
| 16 | Forbidden Fruits       | Il frutto proibito    | 2 marzo 1998      | 26 luglio 2000   |
| 17 | Theme of Life          | Un'insolita terapia   | 9 marzo 1998      | 2 agosto 2000    |
| 18 | The Playing Field      | Il campo d'azione     | 16 marzo 1998     | 9 agosto 2000    |
| 19 | Happy Birthday Baby    | Buon compleanno Ally  | 6 aprile 1998     | 23 agosto 2000   |
| 20 | The Inmates            | Un caso d'omicidio    | 27 aprile 1998    | 30 agosto 2000   |
| 21 | Being There            | Renee sotto processo  | 4 maggio 1998     | 6 settembre 2000 |
| 22 | Alone Again            | Solitudine            | 11 maggio 1998    | 31 luglio 2001   |
| 23 | There Are the Days     | Scambio di cuori      | 18 maggio 1998    | 1º agosto 2001   |

## Un incontro fortuito
- Titolo originale: Pilot
- Diretto da: James Frawley
- Scritto da: David E. Kelley

### Trama
Billy, l’amore di infanzia di Ally, lavora nel suo stesso studio, ma Billy non solo è sposato, ma sua moglie Georgia è bellissima ed in più è anche lei un avvocato. Ally perde il suo primo caso, un caso dalla vittoria in tasca. Potrebbe andare peggio? Forse Ally avrebbe dovuto seguire il consiglio del suo capo, “guadagna abbastanza, il resto verrà da sé”.
- Guest star: Larry Brandenburg (giudice Raynsford Hopkins), Richard Riehle (Jack Billings).

## Vizi privati
- Titolo originale: Compromising Positions
- Diretto da: Jonathan Pontell
- Scritto da: David E. Kelley

### Trama
Richard invita Ally ad accompagnarlo ad una cena con Ronald Cheanie, un potenziale cliente molto ricco. In realtà la serata è un doppio appuntamento con Richard e la sua fidanzata, il giudice Whipper Cone. Ally capisce immediatamente di essere stata usata come esca per il nuovo cliente, quest’ultimo, un tipo attraente, intelligente e divertente finisce però col piacerle. Nel frattempo, il socio di Richard, John Cage, viene accusato per incitazione di reato. Billy si occupa del caso e finisce col rivelare un compromettente segreto.
- Guest star: Tate Donovan (Ronald Cheanie), Phil Leeds (giudice Dennis 'Happy' Boyle), Alaina Reed Hall (giudice Elizabeth Witt), Dyan Cannon (Jennifer 'Whipper' Cone).

## Discriminazione
- Titolo originale: The Kiss
- Diretto da: Dennie Gordon
- Scritto da: David E. Kelley

### Trama
Ally sente che Ronald si frena durante il loro primo appuntamento ufficiale. Georgia e Ally lavorano insieme ad un caso di discriminazione dove un’attraente giornalista televisiva è stata licenziata perché ritenuta non abbastanza giovane.
- Guest star: Richard Riehle (Jack Billings), Tate Donovan (Ronald Cheanie), David Spielberg (Dirigente della stazione televisiva Colkod), Kate Jackson (Barbara Cooker).

## Affari di cuore
- Titolo originale: The Affair
- Diretto da: Arlene Sanford
- Scritto da: David E. Kelley

### Trama
Ad Ally viene richiesto di essere uno dei portatori di bara al funerale del suo ex professore di diritto. Ally dovrà affrontare la vedova del professore e spiegarle come mai lo conosceva così bene. Nel frattempo Georgia e Ronald si sentono minacciati quando Billy decide di andare al funerale con Ally.
- Guest star: Tate Donovan (Ronald Cheanie), Jerry Hardin (ministro), Brett Cullen (professore James Dawson), Kathy Baker (Katherine Dawson).

## Un team vincente
- Titolo originale: One Hundred Tears Away
- Diretto da: Sandy Smolan
- Scritto da: David E. Kelley

### Trama
Ally attacca un altro acquirente durante una disputa al supermercato e si dimentica di pagare per lo spermicida. Ally è accusata di aggressione e taccheggio. La sua migliore amica Renee, un procuratore distrettuale, la fa uscire dalle accuse; ma le voci si diffondono e Ally viene chiamata davanti alla State Bar Review dove viene messo in dubbio il suo comportamento eccentrico.
- Guest star: Phil Leeds (giudice Dennis 'Happy' Boyle), Keene Curtis (giudice Johnson Hawk), Carol Locatell (giudice Henrietta Fullem), Audrie Neenan (signora Clarkson), Željko Ivanek (giudice Marshal Pink), Dyan Cannon (Jennifer 'Whipper' Cone).

## La promessa
- Titolo originale: The Primise
- Diretto da: Victoria Hochberg
- Scritto da: David E. Kelley

### Trama
Ally e John difendono l'amico di Whipper dall'accusa di adescamento. Mentre lavora con John, Ally nota il suo approccio unico al lavoro. Durante un altro caso, Ally esegue la respirazione bocca a bocca a un avvocato sovrappeso che lavora con la parte avversaria quando subisce un quasi infarto.
- Guest star: Jay Leggett (Harry Pippen), Rusty Schwimmer (Angela Tharpe), Jamie Rose (Sandra Winchell), Michael Winters (giudice Herbert Spitt), Michael Bofshever (giudice Allen Stephenson), James Mathers (dottor Carpenter).

## Benvenuta Georgia
- Titolo originale: The Attitude
- Diretto da: Michael Schultz
- Scritto da: David E. Kelley

### Trama
Ally prende il caso di una signora ebrea che vuole che il suo rabbino conceda una liberazione spirituale dal suo matrimonio, perché suo marito è in coma. Ally e il rabbino si insultano ripetutamente. A Georgia viene chiesto di lasciare il suo studio legale, perché la moglie del suo capo è a disagio con il marito che lavora con una donna attraente. Richard le offre un lavoro da Cage e Fish.
- Guest star: Steve Vinovich (Jerry Burrows), Jason Blicker (Rabbi Stern), Andrew Heckler (Jason Roberts), Brenda Vaccaro (Karen Horowitz).

## La causa di Elaine
- Titolo originale: Drawing The Lines
- Diretto da: Mel Damski
- Scritto da: David E. Kelley

### Trama
Billy e Georgia incontrano difficoltà coniugali quando lui rivela ad Ally che prova ancora dei sentimenti per lei. Ally e Georgia cercano di aiutare una cliente a superare il suo accordo prematrimoniale quando suo marito la lascia per un'altra donna. Elaine minaccia di citare in giudizio l'azienda per molestie sessuali per conto delle donne dell'ufficio quando gli uomini iniziano a dare un'occhiata al corriere. Assume l'aggressivo avvocato Caroline Poop.
- Guest star: Cristine Rose (Marci Hatfield), Stan Ivar (Jason Hatfield), Mark Metcalf (avvocato Walden), Sandra Bernhard (Caroline Poop).

## Barzellette
- Titolo originale: The Dirty Joke
- Diretto da: Daniel Attias
- Scritto da: David E. Kelley

### Trama
Dopo che Renee prende in giro Ally per essere una pudica "Julie Andrews", accettano che ciascuno dica la sua migliore barzelletta sporca per vedere chi può ottenere la migliore reazione dalla folla. Caroline Poop presenta una denuncia per molestie sessuali contro lo studio legale Cage e Fish.
- Guest star: Keene Curtis (giudice Johnson Hawk), Sandra Bernhard (Caroline Poop), Brooke Burns (Jennifer Higgin).

## Il travestito
- Titolo originale: Boy to the World
- Diretto da: Thomas Schlamme
- Scritto da: David E. Kelley

### Trama
Whipper chiede ad Ally di occuparsi del caso di una giovane prostituta transgender, Stephanie, accusata di adescamento per la terza volta. Ally è commossa dalla situazione di Stephanie e le trova un lavoro da Cage e Fish. L'eccentrico zio di Richard muore e il suo prete si rifiuta di lasciare che il fanatismo dell'uomo nei confronti delle persone basse venga menzionato durante il suo servizio funebre.
- Guest star: Wilson Cruz (Stephen/Stephanie Grant), Amy Aquino (dottoressa Harper), Armin Shimerman (giudice Walworth), Harrison Page (reverendo Mark Newman), Jennifer Holliday (Lisa Knowles), Dyan Cannon (Jennifer 'Whipper' Cone).

## Matrimonio a tre
- Titolo originale: Silver Bells
- Diretto da: Joe Napolitano
- Scritto da: David E. Kelley

### Trama
Richard chiede ad Ally e John di rappresentare tre persone che chiedono il diritto di avere legalmente un matrimonio a tre. Ally è disgustata dall'idea finché Georgia non fa notare le somiglianze tra il caso e il triangolo in cui si trovano con Billy. Richard si sente costretto a fare la proposta a Whipper. Richard sta organizzando l'annuale festa di Natale e John vuole chiedere ad Ally di andarci con lui.
- Guest star: Eric Pierpoint (James Horton), Katie Mitchell (Patti Horton), Amanda Carlin (Mindy Horton), Dyan Cannon (Jennifer 'Whipper' Cone).

## Strane allucinazioni
- Titolo originale: Cro-Magnon
- Diretto da: Allan Arkush
- Scritto da: David E. Kelley

### Trama
Ally, Renee e Georgia seguono un corso d'arte e sono tutte attratte da un modello nudo maschile ben dotato. A Ally viene assegnato il caso di un diciannovenne accusato di aggressione dopo aver preso a pugni l'ex fidanzato della sua ragazza quando lui l'ha abusata verbalmente. Ally è turbata dal fatto che si ritrovi attratta dal suo cliente nonostante la sua giovane età. 
- Nota. Nel 2009 TV Guide ha classificato questo episodio al 94º posto nella sua lista dei 100 migliori episodi.[1]

- Guest star: Michael Winters (giudice Herbert Spitt), Michael Easton (Glenn), Lee Wilkof (procuratore distrettuale Nixon), Henry Woronicz (Austin Gil), Eddie Mills (Clinton Gil), Derk Cheetwood (Dwayne Stokes).

## Il gioco del pinguino
- Titolo originale: The Blame Game
- Diretto da: Sandy Smolan
- Scritto da: David E. Kelley

### Trama
Ally incontra il modello maschile in uno Starbucks e lo affronta per il modo in cui l'ha trattata. A John viene assegnato un caso per aiutare due fratelli a citare in giudizio una compagnia aerea dopo che il padre è morto in un incidente aereo.
- Guest star: Michael Easton (Glenn), Henry J. Lennix (Ballard), Elizabeth Ruscio (Cynthia Pierce), Ben Siegler (Hoverless), Adrian Sparks (Katz), Susan Merson (giudice Stoller).

## L'ergastolano
- Titolo originale: Body Language
- Diretto da: Mel Damski
- Scritto da: David E. Kelley, Nicole Yorkin e Dawn Prestwich

### Trama
Ally e Georgia rappresentano una donna che desidera sposare un detenuto che sta scontando l'ergastolo, con il risultato che Ally è una damigella d'onore. Richard chiede ad Ally di flirtare con un giudice. Whipper sorprende Richard che tocca il collo di Janet Reno, un suo feticcio.
- Guest star: Kathleen Wilhoite (Janie Bittner), Lawrence Pressman (giudice Harland Smart), J. Kenneth Campbell (Donald Yorkin), John Thaddeus (Michael Young), Dyan Cannon (Jennifer 'Whipper' Cone).

## Un amore eterno
- Titolo originale: Once in a Lifetime
- Diretto da: Elodie Keene
- Scritto da: David E. Kelley (sceneggiatura); David E. Kelley e Jeff Pinkner (soggetto)

### Trama
Ally e Billy rappresentano un famoso artista contro la decisione del figlio di farlo dichiarare incapace d'intendere. Ally accetta di uscire con John, ma non essendo interessata a lui cerca di boicottare l'appuntamento. John si rende conto che Ally ama ancora Billy.
- Guest star: Phil Leeds (giudice Dennis 'Happy' Boyle), Steven Flynn (Sam Little), Bruce Nozick (avvocato), Brigid Brannach (Paula), Richard Kiley (Seymore Little).

## Il frutto proibito
- Titolo originale: Forbidden Fruits
- Diretto da: Jeremy Kagan
- Scritto da: David E. Kelley

### Trama
L'azienda si occupa di un caso di alto profilo di un senatore degli Stati Uniti citato in giudizio per "interferire con le relazioni coniugali" e quando il caso inizia a diventare inquietantemente simile alla situazione tra Ally, Billy e Georgia, quest'ultima decide di non poter lavorare sul caso. Renee si preoccupa per Ally quando quest'ultima inizia a guardare continuamente l'animazione 3D del neonato che balla.
- Guest star: Dina Meyer (Anna Flint), J. Patrick McCormack (senatore Foote), Marty Rackham (Joe Bepp), Gary Bullock (giudice Kenneth Steele), Andrew Bloch (Colson).

## Un'insolita terapia
- Titolo originale: Theme of Life
- Diretto da: Dennie Gordon
- Scritto da: David E. Kelley

### Trama
Ally, Georgia e Renee si uniscono a un corso di kickboxing dove Ally e Georgia dovrebbero combattere insieme. Ally difende un chirurgo, Greg, incaricato di eseguire un'operazione controversa e si ritrova attratta da lui. John suggerisce che Ally visiti il suo terapeuta.
- Guest star: Jesse L. Martin (dottor Greg Butters), Tracey Ullman (dottoressa Tracey Clark), Liz Torres (Hanna Goldstein), Dawn Stern (Jeanette), John Fink (presidente del Brigham Health Management), Paul Guilfoyle (Harold Lane), Dyan Cannon (Jennifer 'Whipper' Cone).

## Il campo d'azione
- Titolo originale: The Playing Field
- Diretto da: Jonathan Pontell
- Scritto da: David E. Kelley

### Trama
Ally e Greg sono coinvolti in un incidente d'auto. Richard rappresenta una donna che ha fatto causa per molestie sessuali dopo essere stata ignorata per la promozione e per essersi rifiutata di andare a letto con il suo capo.
- Guest star: Michael Winters (giudice Herbert Spitt), Jesse L. Martin (dottor Greg Butters), Josh Evans (Oren Koolie), Christine Dunford (Eva Curry), Wren T. Brown (signor Stone), Shea Farrell (signor Tyler), Miriam Flynn (Karen Koolie), Jerry Sroka (Joel Tyler), Tracey Ullman (dottoressa Tracey Clark).

## Buon compleanno Ally
- Titolo originale: Happy Birthday, Baby
- Diretto da: Thomas Schlamme
- Scritto da: David E. Kelley

### Trama
Ally è arrabbiata per il suo imminente compleanno, ma amici e colleghi organizzano una festa a sorpresa al bar. Greg e Renee eseguono un seducente duetto, provocando tensione tra il duo e Ally. Ally difende un uomo che ha fatto irruzione nella casa di una donna (con cui ha avuto in precedenza un appuntamento) solo per toccarle i piedi.
- Guest star: Alaina Reed Hall (giudice Elizabeth Witt), Jesse L. Martin (dottor Greg Butters), Harriet Sansom Harris (Cheryl Bonner), Barry Miller (Mark Henderson).

## Un caso d'omicidio
- Titolo originale: The Inmates
- Diretto da: Michael Schultz
- Scritto da: David E. Kelley

### Trama
Billy affronta il caso di una donna accusata di aver ucciso suo marito. Georgia rappresenta un uomo licenziato dal lavoro perché eterosessuale. Renee viene arrestata per aggressione e percosse, dopo aver aggredito l'uomo con il quale era uscita quando ha cercato di farle pressioni per fare sesso.
- Guest star: Alaina Reed Hall (giudice Elizabeth Witt), Dylan McDermott (Bobby Donnell), Lisa Gay Hamilton (Rebecca Washington), Steve Harris (Eugene Young), Camryn Manheim (Ellenor Frutt), Kelli Williams (Lindsay Dole), Kelly Connell (dottor Peters), Isaiah Washington (Michael Rivers), Michael Brandon (procuratore distrettuale Adam Dawson), David Burke (Harry), Tony Amendola (giudice Walter Swan), Al Pugliese (Joel Hurt), Daniel Dae Kim (ufficiale di polizia), George Cedar (giudice Jonathan Harker), Donna Murphy (Marie Hanson).
- Nota. Questo episodio è la prima parte di una storia in due puntate che si conclude nell'episodio 2x26 di The Practice.

## Renee sotto processo
- Titolo originale: Being There
- Diretto da: Mel Damski
- Scritto da: David E. Kelley

### Trama
Mentre il processo di Renee continua, diventa preoccupata per le tattiche insolite di John in tribunale. Ally deve confrontarsi con Renee sulla sua aggressività sessuale. Georgia fa un test di gravidanza che risulta positivo.
- Guest star: Isaiah Washington (Michael Rivers), Michael Easton (Glenn), Gibby Brand (giudice William McGough), Eric McCormack (Kevin Kepler).

## Solitudine
- Titolo originale: Alone Again
- Diretto da: Dennis Dugan
- Scritto da: David E. Kelley

### Trama
John si oppone a una donna di cui era innamorato alla scuola di legge e, dopo un certo incoraggiamento da parte di Ally, le dice come si sente. Georgia e Richard affrontano il caso di una sposa abbandonata e provano pregiudizi quando Whipper viene assegnato come giudice.
- Guest star: Cynthia Stevenson (Hayley Chisolm), McNally Sagal (Mary Halliday), Michael Hagerty (Michael Huttle), Gibby Brand (giudice William McGough), Neal Lerner (George Pullman), Jocko Marcellino (guardia carceraria), Dabbs Greer (Vincent Robbins), Dyan Cannon (Jennifer 'Whipper' Cone).

## Scambio di cuori
- Titolo originale: These Are the Days
- Diretto da: Jonathan Pontell
- Scritto da: David E. Kelley

### Trama
John rappresenta suo cugino che prova una strana pulsione a colpire le persone in testa per far loro capire chi amano. Ally, insieme a Bobby Donnell, rappresenta due uomini che vogliono scambiarsi i cuori; uno vuole dare il suo cuore sano al suo amico malato, ma Ally è costretta a prendere la decisione finale sul caso. Georgia e Billy decidono di essere più spontanei e rischiosi con il loro amore per rendere più piccante il loro matrimonio.
- Guest star: Phil Leeds (giudice Dennis 'Happy' Boyle), Lee Wilkof (procuratore distrettuale Nixon), Dylan McDermott (Bobby Donnell), Willie Garson (Alan Farmer), Richard Schiff (Bernie Gilson), Albert Hall (giudice Seymore Walsh), Rhonda Dotson (Julie Martin), Ken Abraham (Hendrix), Bob Gunton (Michaelson).